# Dzmitryj Baha
Dzmitryj Baha (hviderussisk: Дзмітрый Анатолевіч Бага tr. Dzmitryj Anatolevitj Baha ;  russisk: Дмитрий Анатольевич Бага tr. Dmitrij Anatoljevitj Baga, født 4. januar 1990 i Barysaw) er en hviderussisk fodboldspiller, der siden 2008 har spillet for BATE Borisovs førstehold.
Han spillede sin første internationale klubkamp den 21. juli 2010, da han kom på banen for BATE i en 2. kvalifikationsrundekamp i UEFA Champions League.
Baha repræsenterede Hvideruslands U-21 landshold ved Europamesterskabet 2011 i Danmark.